# La casa de las fieras
La casa de las fieras é uma telenovela mexicana, produzida pela Televisa e exibida em 1967 pelo Telesistema Mexicano.

## Elenco
- Lucy Gallardo
- Rita Macedo
- Beatriz Baz
- Alicia Bonet